# Gentiana szechenyii
Gentiana szechenyii är en gentianaväxtart. Gentiana szechenyii ingår i släktet gentianor, och familjen gentianaväxter.

## Underarter
Arten delas in i följande underarter:
- G. s. stolonifera
- G. s. szechenyii